# Sædding Centret
Sædding Centret er et indkøbscenter i Esbjerg-bydelen Sædding lige op til Sædden Kirke. Sædding Centret var Esbjergs første indkøbscenter og åbnede 29. juni 1977. Centret har haft flere forskellige butikskæder og typer af butikker og serviceforretninger. Der har blandt andet tidligere været en biograf drevet af Saga Studio (1977-1983), en møbelbutik og en Kvickly. I dag ligger der en Fakta og en række specialbutikker samt apotek, bodega  og Sædding Bibliotek i centret. Bortset fra en guldsmed optages alle lokaler i den sydlige side af De Hjemløses Venners genbrugsbutik.
I 2018 var centret tæt på nedrivning, da ejerne ikke længere ønskede at holde centret, som havde mange tomme lokale, i live. I 2021 blev centret hjemsted for et af Carelinks lyntestcentre til COVID-19-testning, hvilket gav ny energi til det pressede center.
- Centrets sydøstlige indgang november 2022
- Det sydøstlige hjørne af centrets centrale torv november 2022
- Indgang til kirken fra centret